# Danmarksmesterskabsturneringen 1928-29
Danmarksmesterskabsturneringen 1928-29 var den 16. sæson om Danmarksmesterskabet i fodbold for herrer organiseret af DBU. Turneringen blev for tredje gang, og for anden gang i træk, vundet af B 93.

## Resume
De forsvarende mestre B 93 indledte turneringen med et choknederlag på 0-2 til B 1913 i Odense, men i de sidste syv kampe spillede klubben en uafgjort og vandt seks kampe. B 93 sikrede sig mesterskabet på sidste spilledag d. 2. juni med en overbevisende sejr på 7-0 over Frem.
B 1903, som den foregående sæson var sluttet på en delt førsteplads, skuffede ved ikke at komme i slutrunden efter nederlag i de første to kampe mod AGF og OB.
Aalborg Freja var den store overraskelse og før deres sidste kamp i kreds 2 et point foran storklubben KB. Aalborg Freja tabte dog til KB 6-3 i Idrætsparken, så det blev KB, der kvalificerede sig til slutrunden.
28. oktober vandt Frem på klubbens bane ved Enghavevej i København hele 19-0 over Horsens fS. Det er til dato den hidtil største sejr i landets bedste række. Sofus Johansen og Svend Hansen noteredes for seks scoringer - hver.

## Baggrund
Danmarksturneringen blev udvidet fra 20 til 25 hold, fordelt i fem kredse med hver fem hold, der mødte hinanden indbyrdes én gang. De fem vindere kvalificerede sig til Slutrunden, hvor de mødtes indbyrdes én gang. I forhold til sæsonen 1927-28 gik Københavns Boldspil Union fra syv til ni deltagere, og Jydsk Boldspil Union fra fire til seks hold, mens Sjællands Boldspil Union fik fire i stedet for tre hold med.
Kvalificerede til Danmarksturneringen var de bedst placerede hold i lokalunionernes mesterskaber. Det betød, at HB, der var sluttet nummer fem i i sæsonen 1927-28 gled ud, da holdet kun var sluttet på en sjetteplads samme sæson i den næstbedste række under Københavns Boldspil Union. HIK, BK Viktoria og ØB blev de nye hold i den bedste række. Fra Jylland kvalificerede Viborg FF sig ikke igen, så de tre nye jyske deltagere blev de jyske mestre AaB, samt Aalborg Freja og Esbjerg fB. FIF Hillerød var ny deltager for Sjællands Boldspil Union, mens Viking erstattede Rønne BK som bornholmsk mester.
For at mindske rejseudgifterne for klubberne i provinsen, der havde færre økonomiske midler, blev det besluttet, at de københavnske hold kun havde en hjemmekamp i den indledende runde. Da man nåede til kampene i slutrunden i maj 1929 var de københavnske klubber dog stærkt utilfredse med, at turneringen pådrog dem store underskud pga. rejseudgifter, at DBU besluttede, at ændre turneringen den efterfølgende sæson.

## Indledende runde

### Kreds 1
| Pos | Hold           | K | V | U | T | M+ | M- | MR    | P | Kvalifikation                |
| --- | -------------- | - | - | - | - | -- | -- | ----- | - | ---------------------------- |
| 1   | AGF            | 4 | 3 | 1 | 0 | 14 | 3  | 4,667 | 7 | Kvalifikation til slutrunden |
| 2   | Esbjerg fB (O) | 4 | 2 | 2 | 0 | 7  | 4  | 1,750 | 6 |                              |
| 3   | OB             | 4 | 2 | 0 | 2 | 14 | 10 | 1,400 | 4 |                              |
| 4   | B 1903         | 4 | 1 | 1 | 2 | 11 | 10 | 1,100 | 3 |                              |
| 5   | ØB (O)         | 4 | 0 | 0 | 4 | 6  | 25 | 0,240 | 0 |                              |

Kampe:

26/8 1928: AGF - B 1903 3-2

9/9 1928: OB - ØB 9-3

16/9 1928: ØB - Esbjerg fB 2-3

23/9 1928: OB - B 1903 5-2

30/9 1928: AGF - OB 3-0

14/10 1928: Esbjerg fB - AGF 1-1

25/11 1928: B 1903 - ØB 6-1 (Spillet på neutral bane i Københavns Idrætspark)

28/3 1929: OB - Esbjerg fB 0-2

14/4 1929: AGF - ØB 7-0

26/4 1929: Esbjerg fB - B 1903 1-1

### Kreds 2
| Pos | Hold              | K | V | U | T | M+ | M- | MR    | P | Kvalifikation                |
| --- | ----------------- | - | - | - | - | -- | -- | ----- | - | ---------------------------- |
| 1   | KB                | 4 | 3 | 0 | 1 | 9  | 4  | 2,250 | 6 | Kvalifikation til slutrunden |
| 2   | Aalborg Freja (O) | 4 | 2 | 1 | 1 | 14 | 11 | 1,273 | 5 |                              |
| 3   | Skovshoved IF     | 4 | 2 | 1 | 1 | 6  | 5  | 1,200 | 5 |                              |
| 4   | Fredericia BK     | 4 | 1 | 0 | 3 | 5  | 10 | 0,500 | 2 |                              |
| 5   | B 1909            | 4 | 1 | 0 | 3 | 4  | 8  | 0,500 | 2 |                              |

Kampe:

26/8 1928: B 1909 - Skovshoved IF 2-1

9/9 1928: Fredericia - KB 0-1

30/9 1928: B 1909 - KB 0-2

30/9 1928: Aalborg Freja - Fredericia 6-2

14/10 1928: Fredericia - B 1909 2-1

14/10 1928: Aalborg Freja - Skovshoved IF 2-2

18/11 1928: Skovshoved - KB 1-0

7/4 1929: Aalborg Freja - B 1909 3-1

7/4 1929: Skovshoved - Fredericia 2-1

26/4 1929: KB - Aalborg Freja 6-3

### Kreds 3
| Pos | Hold             | K | V | U | T | M+ | M- | MR    | P | Kvalifikation                |
| --- | ---------------- | - | - | - | - | -- | -- | ----- | - | ---------------------------- |
| 1   | Frem             | 4 | 3 | 1 | 0 | 30 | 4  | 7,500 | 7 | Kvalifikation til slutrunden |
| 2   | Horsens fS       | 4 | 3 | 0 | 1 | 18 | 22 | 0,818 | 6 |                              |
| 3   | AaB (O)          | 4 | 2 | 0 | 2 | 10 | 14 | 0,714 | 4 |                              |
| 4   | FIF Hillerød (O) | 4 | 0 | 2 | 2 | 6  | 9  | 0,667 | 2 |                              |
| 5   | Fremad Amager    | 4 | 0 | 1 | 3 | 7  | 22 | 0,318 | 1 |                              |

Kampe:

Kampe:

2/9 1928: FIF Hillerød - Fremad Amager 3-3

2/9 1928: AaB - Frem 2-4

16/9 1928: Horsens - AaB 2-6

30/9 1928: FIF Hillerød - Horsens 1-3

28/10 1928: Fremad Amager - Frem 1-6

28/10 1928: AaB - Fremad Amager 4-3

7/4 1929: Aalborg Freja - B 1909 3-1

21/4 1929: FIF Hillerød - Frem 1-1

26/4 1929: AaB - FIF Hillerød 2-1

26/4 1929: Horsens - Fremad Amager 9-0

### Kreds 4
| Pos | Hold     | K | V | U | T | M+ | M- | MR    | P | Kvalifikation                |
| --- | -------- | - | - | - | - | -- | -- | ----- | - | ---------------------------- |
| 1   | B 93 (M) | 4 | 3 | 0 | 1 | 18 | 3  | 6,000 | 6 | Kvalifikation til slutrunden |
| 2   | HIK (O)  | 3 | 2 | 1 | 0 | 11 | 9  | 1,222 | 5 |                              |
| 3   | Korsør   | 4 | 1 | 2 | 1 | 9  | 13 | 0,692 | 4 |                              |
| 4   | B 1913   | 4 | 2 | 0 | 2 | 7  | 11 | 0,636 | 4 |                              |
| 5   | B 1901   | 4 | 0 | 1 | 3 | 5  | 14 | 0,357 | 1 |                              |

Kampe:

2/9 1928: B 1901 - Korsør 2-2

2/9 1928: B 1913 - B 93 2-0

16/9 1928: B 1913 - HIK 0-4

23/9 1928: B 1901 - B 1913 2-3

30/9 1928: B 93 - B 1901 5-0

7/10 1928: Korsør - HIK 2-2

1/11 1928: HIK - B 93 1-6

31/3 1929: B 1913 - Korsør 2-5

14/4 1929: Korsør - B 93 1-4

21/4 1929: B 1901 - HIK 1-4

### Kreds 5
| Pos | Hold                | K | V | U | T | M+ | M- | MR     | P | Kvalifikation                |
| --- | ------------------- | - | - | - | - | -- | -- | ------ | - | ---------------------------- |
| 1   | AB                  | 4 | 4 | 0 | 0 | 24 | 1  | 24,000 | 8 | Kvalifikation til slutrunden |
| 2   | Haslev IF           | 4 | 2 | 0 | 2 | 10 | 7  | 1,429  | 4 |                              |
| 3   | Frem Saxkøbing      | 4 | 2 | 0 | 2 | 7  | 16 | 0,438  | 4 |                              |
| 4   | BK Viktoria (O)     | 4 | 1 | 1 | 2 | 9  | 15 | 0,600  | 3 |                              |
| 5   | IK Viking Rønne (O) | 4 | 0 | 1 | 3 | 5  | 16 | 0,313  | 1 |                              |

Kampe:

26/8 1928: Frem Sakskøbing - Haslev 4-3

26/8 1928: Viking - AB 0-8

9/9 1928: Viking - Frem Sakskøbing 1-2

23/9 1928: Haslev - AB 1-2

7/10 1928: Viktoria - Frem Sakskøbing 4-1

21/10 1928: Haslev - Viktoria 4-1

18/11 1928: AB - Viktoria 6-0

28/3 1929: Viking - Viktoria 4-4

31/3 1929: Frem Sakskøbing - AB 0-8

21/4 1929: Haslev - Viking 2-0

## Slutrunden

### Slutstilling
| Pos | Hold     | K | V | U | T | M+ | M- | MR    | P |
| --- | -------- | - | - | - | - | -- | -- | ----- | - |
| 1   | B 93 (M) | 4 | 3 | 1 | 0 | 14 | 4  | 3,500 | 7 |
| 2   | KB       | 4 | 2 | 1 | 1 | 11 | 7  | 1,571 | 5 |
| 3   | AB       | 4 | 1 | 1 | 2 | 7  | 10 | 0,700 | 3 |
| 4   | Frem     | 4 | 1 | 1 | 2 | 6  | 13 | 0,462 | 3 |
| 5   | AGF      | 4 | 0 | 2 | 2 | 3  | 7  | 0,429 | 2 |

### Resultater
| 5. maj 1929 13.30 |

| AGF              | 1 - 1   | AB                  |
| ---------------- | ------- | ------------------- |
| Søren Jensen 78' | (0 - 0) | Poul Sørensen 50' · |

| Aarhus Idrætspark, Aarhus Tilskuere: 1.500 |

| 9. maj 1929 |

| AB              | 1 - 4   | KB                                              |
| --------------- | ------- | ----------------------------------------------- |
| Eyolf Kleven 2' | (1 - 3) | Georg Taarup 5' 20' · Wilhelm Nielsen 12' 79' · |

| Idrætsparken, København Tilskuere: 1.200 Dommer: Peter Remtoft |

| 9. maj 1929 15.15 |

| BK Frem | 0 - 0 | AGF |
| ------- | ----- | --- |
|         |       |     |

| Idrætsparken, København Tilskuere: 4.000 Dommer: Vilhelm Jørgensen |

| 17. maj 1929 |

| KB               | 1 - 1   | B 93                  |
| ---------------- | ------- | --------------------- |
| Aage Nielsen 42' | (1 - 1) | Carl Kircheiner 17' · |

| Idrætsparken, København Tilskuere: 3.000 |

| 19. maj 1929 |

| B 93                                                    | 3 - 1   | AGF                  |
| ------------------------------------------------------- | ------- | -------------------- |
| Kaj Uldaler 20' · Georg Hansen 30' · Poul Offenbach 88' | (2 - 0) | Anker Andersen 75' · |

| Idrætsparken, København Tilskuere: 1.500 |

| 20. maj 1929 19.00 |

| KB                                          | 3 - 4   | BK Frem                                                                           |
| ------------------------------------------- | ------- | --------------------------------------------------------------------------------- |
| Hans Christensen 30' 86' · Georg Taarup 83' | (1 - 2) | Henri Olsen 16' · Sofus Johansen 31' · Pauli Jørgensen 59' · Aksel Andersen 61' · |

| Idrætsparken, København Tilskuere: 5.000 Dommer: Otto Remke |

| 22. maj 1929 |

| B 93                                                     | 3 - 2   | AB                           |
| -------------------------------------------------------- | ------- | ---------------------------- |
| Poul Sørensen 11' · Carl Stoltz 48' · Svend Petersen 11' | (1 - 1) | Wahl 28' · Arne Kleven 55' · |

| Idrætsparken, København Tilskuere: 2.000 Dommer: Sophus Hansen |

| 31. maj 1929 |

| AB                                       | 3 - 2   | BK Frem                   |
| ---------------------------------------- | ------- | ------------------------- |
| Eyolf Kleven 12' 16' · Poul Sørensen 32' | (3 - 1) | Pauli Jørgensen 32' 78' · |

| Idrætsparken, København Tilskuere: 2.000 Dommer: Poul Dreiøe |

| 2. juni 1929 |

| AGF              | 1 - 3   | KB                                                          |
| ---------------- | ------- | ----------------------------------------------------------- |
| Søren Jensen 82' | (0 - 3) | H. Asmussen 12' · Valdemar Laursen 38' · Georg Taarup 40' · |

| Aarhus Idrætspark, Aarhus Dommer: Ernst Hansen |

| 2. juni 1929 |

| BK Frem | 0 - 7   | B 93                                                                                     |
| ------- | ------- | ---------------------------------------------------------------------------------------- |
|         | (0 - 1) | Kaj Uldaler 17' · Carl Stoltz 47' · Svend Petersen 57' 76' 85' 87' · Michael Rohde 70' · |

| Idrætsparken, København Tilskuere: 8.000 Dommer: Lauritz Andersen |